# 존 파월 (작곡가)

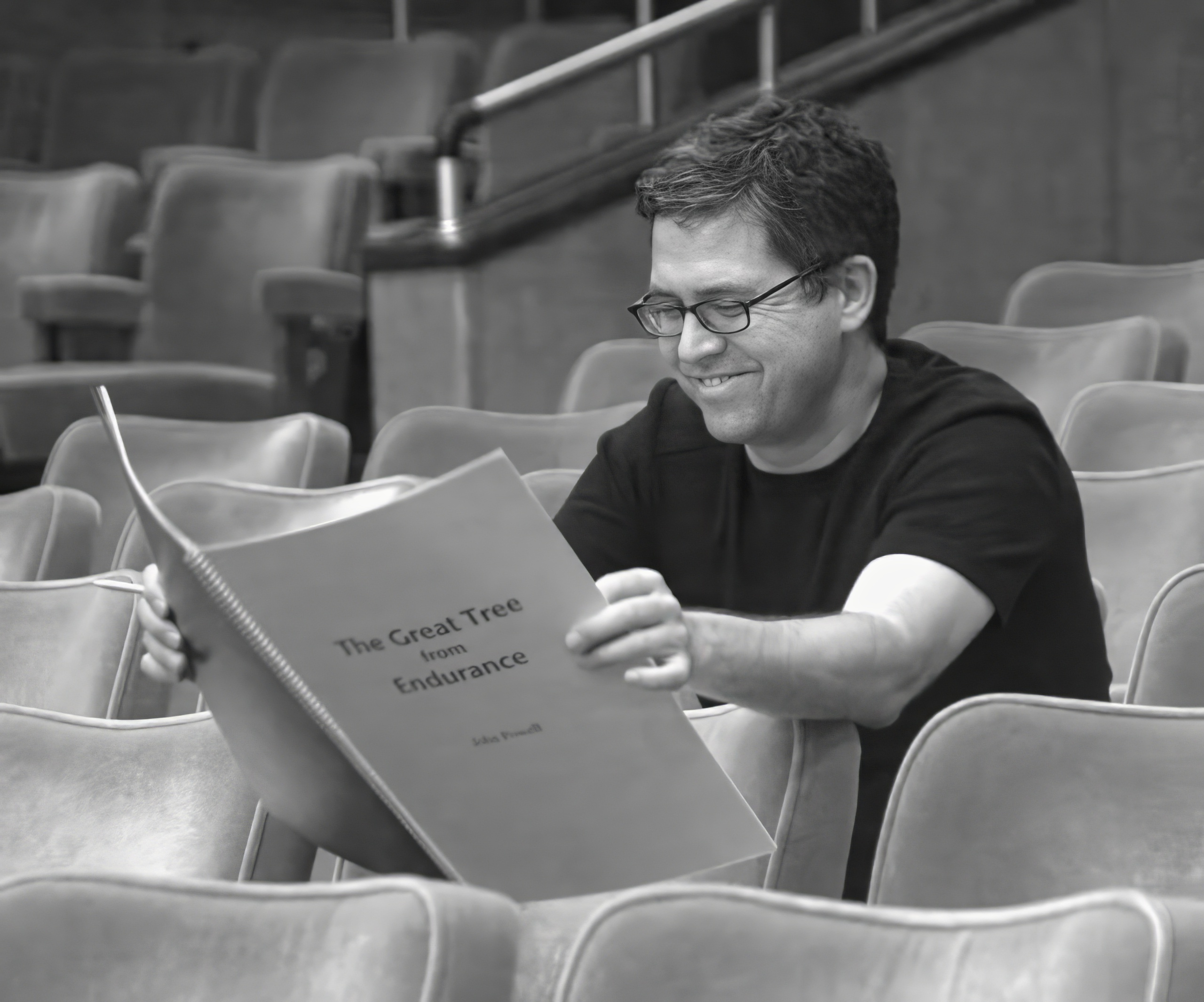
존 파월 (2008년 촬영)

존 파월(John Powell, 1963년 10월 18일 ~ )은 영국 출신의 영화 음악 작곡가이다.

## 작업한 영화
- 드래곤 길들이기
- 아이 엠 샘 (영화)
- 슈렉
- 쿵푸팬더
- 개미 (영화)
- 본 아이덴티티
- 본 슈프리머시
- 본 얼티메이텀
- 제이슨 본